# 92685 Cordellorenz
92685 Cordellorenz este un asteroid din centura principală de asteroizi.

## Descriere
92685 Cordellorenz este un asteroid din centura principală de asteroizi. A fost descoperit pe 31 august 2000 la Observatorul Cordell-Lorenz de Douglas Tybor Durig. Asteroidul prezintă o orbită caracterizată de o semiaxă mare de 2,34 ua, o excentricitate de 0,19 și o înclinație de 7,0° în raport cu ecliptica.